# Колесник Василь Артемович
Василь Артемович Колесник (5 липня 1914, Петрівка — 2 травня 1996, Київ) — радянський військовий льотчик, Герой Радянського Союзу, у роки німецько-радянської війни командир ескадрильї 88-го винищувального авіаційного полку 216-ї винищувальної авіаційної дивізії 4-ї повітряної армії Північно-Кавказького фронту. Генерал-лейтенант авіації. Депутат Верховної Ради УРСР 6—7-го скликань. Кандидат у члени ЦК КПУ в 1961—1971 роках.

## Біографія
Народився 5 липня 1914 року в селі Петрівці (нині Красноградський район Харківської області) в родині селянина-бідняка. Українець. Закінчив середню школу. Трудову діяльність розпочав у колгоспі, потім працював учителем початкової школи.
У 1936 році закінчив перший курс Харківського сільськогосподарського інституту. У серпні 1936 року призваний в ряди Червоної Армії. У 1939 році закінчив Чугуївську військову авіаційну школу льотчиків, в 1940 році — курси командирів ланок при Кіровобадській військовій авіаційній школі льотчиків. Служив у стройових частинах ВПС (Київський військовий округ). Член ВКП(б) з 1941 року.

### Радянсько-німецька війна
Учасник радянсько-німецької війни: у червні 1941 — грудні 1943 років — командир ланки, штурман і командир авіаційної ескадрильї, помічник командира 88-го винищувального авіаційного полку по повітряно-стрілецькій службі. Воював на Південному, Закавказькому і Північно-Кавказькому фронтах. 19 серпня 1942 року був важко поранений в плече. До середини червня 1943 року зробив 462 бойових вильотів, в 106 повітряних боях збив особисто 8 і в групі 3 літаки противника.
Указом Президії Верховної Ради СРСР від 24 серпня 1943 року за мужність і героїзм, проявлені в боях з німецько-фашистськими загарбниками капітанові Василю Артемовичу Колеснику присвоєне звання Героя Радянського Союзу з врученням ордена Леніна і медалі «Золота Зірка» (№ 1150).
З грудня 1943 року і до кінця війни воював на посаді командира 805-го винищувального авіаційного полку. Бився у складі Північно-Кавказького фронту, Окремої Приморської армії і 3-го Білоруського фронту. Брав участь в звільненні Кубані, відвоюванні Криму, Білорусі і Прибалтики, в Кенігсбергській і Земландській операціях. Всього за час війни зробив 585 бойових вильотів на винищувачах І-16, ЛАГГ-3 і Ла-5, в повітряних боях збив особисто 8 і у складі групи 13 літаків противника.

### Повоєнні роки
Після війни продовжував командувати полком (Білоруський військовий округ). У 1950 році закінчив Курси удосконалення командного складу при Військово-повітряній академії (Моніно). Командував дивізією, корпусом. У 1953—1954 роках — заступник командувача 54-ї повітряної армії по ППО (на Далекому Сході). У 1956 році закінчив Військову академію Генерального штабу.
У 1956—1958 роках — заступник командувача по ППО, в 1958—1960 роках — перший заступник командувача 48-ї повітряної армії (Одеський військовий округ). З грудня 1960 по квітень 1964 року командував 69-ю повітряною армією (Київський військовий округ). У 1964—1968 роках — начальник ВПС Київського військового округу. З лютого по квітень 1968 року знов командував 69-ю повітряною армією. У 1968—1973 роках — начальник штабу — перший заступник командуючого 69-ю (з березня 1972 року — 17-ю) повітряною армією.

Надгробок Василя Колесника

З травня 1973 року генерал-лейтенант авіації В. А. Колесник — в запасі. Жив в Києві. Помер 2 травня 1996 року. Похований в Києві на Лук'янівському військовому кладовищі.

## Нагороди
Нагороджений двома орденами Леніна, чотирма орденами Червоного Прапора, орденом Олександра Невського, орденом Вітчизняної війни 1-го ступеня, орденом Червоної Зірки, медалями.